# Smîkivka, Korostîșiv
Smîkivka (în ucraineană Смиківка) este un sat în comuna Starosilți din raionul Korostîșiv, regiunea Jîtomîr, Ucraina.

## Demografie
Componența lingvistică a localității Smîkivka
     Ucraineană (100%)
Conform recensământului din 2001, toată populația localității Smîkivka era vorbitoare de ucraineană (100%).